# Mess It Up (The Rolling Stones)
Mess It Up è un singolo del gruppo musicale britannico The Rolling Stones, pubblicato il 20 ottobre 2023 come terzo estratto dall'album Hackney Diamonds.

## Descrizione
L'ex batterista Charlie Watts è presente in questo brano. Il 17 novembre 2023 è stata pubblicata una versione remix di Purple Disco Machine.

## Video musicale
Il videoclip, diretto da Calmatic, è stato reso disponibile il 19 dicembre 2023 attraverso il canale YouTube del gruppo e vede la partecipazione dell'attore britannico Nicholas Hoult.

## Tracce
Testi e musiche di Mick Jagger e Keith Richards.
1. Mess It Up (Purple Disco Machine Remix) – 3:35